# 圣马丹德弗努耶
圣马丹德弗努耶（法語：Saint-Martin-de-Fenouillet，法語發音：[sɛ̃ maʁtɛ̃ də fənujɛ] ⓘ；2014年之前名为圣马丹 (Saint-Martin)）是法国东比利牛斯省的一个市镇，属于佩皮尼昂区。

## 地名
法语人名在日常人名译名以及《世界人名翻譯大辭典》、《法语姓名译名手册》等主流人名译名类书籍资料中多译作“马丁”，不过在《世界地名翻译大辞典》、《世界地名译名词典》和《法国地图册》等主流地名译名类书籍资料中多译作“马丹”。

## 地理
圣马丹德弗努耶（42°47'8"N, 2°28'6"E）面积10.72 平方千米，位于法国奧克西塔尼大區东比利牛斯省，该省份为法国大陆部分最南部的省份，涵盖了北加泰罗尼亚，北起奥德省，西接阿列日省和安道尔，南与西班牙接壤，东临地中海。
与圣马丹德弗努耶接壤的市镇（或旧市镇、城区）包括：圣保罗德弗努耶、莱斯凯尔德、圣阿尔纳克、昂西尼昂、勒维维耶、福斯。
圣马丹德弗努耶的时区为UTC+01:00、UTC+02:00（夏令时）。

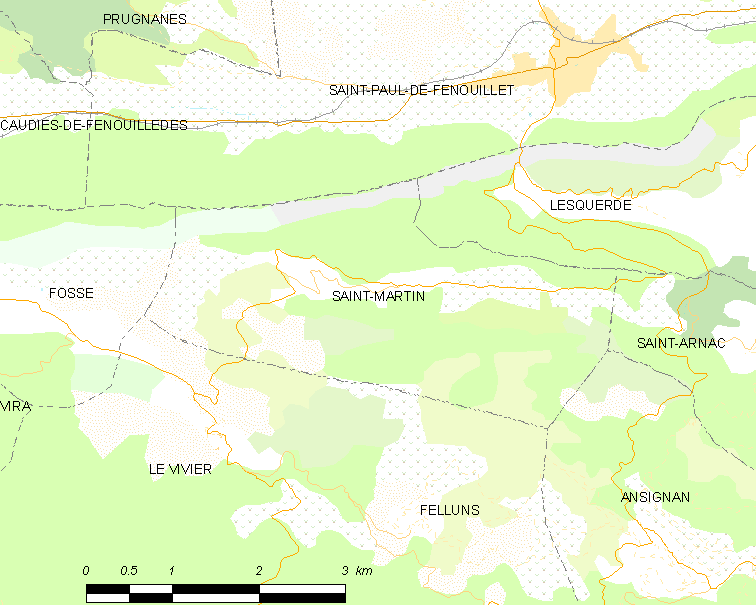
圣马丹德弗努耶的OSM定位图

## 行政
圣马丹德弗努耶的邮政编码为66220，INSEE市镇编码为66184。

## 政治
圣马丹德弗努耶所属的省级选区为阿格利河谷县。

## 人口

1962-2008年间圣马丹德弗努耶人口变化图示

圣马丹德弗努耶于2022年1月1日时的人口数量为48人。